# Jesenska pastorala (Boucher)
Jesenska pastorala (francosko Un automne pastoral) ali Pastoralna jesen s parom v bližini vodnjaka (francosko Pastorale avec un couple près d'une fontaine) , je slika, ki jo je leta 1749 končal ugledni predstavnik rokokojskega gibanja v Franciji, slikar François Boucher, ki je naslikal številne žanrske prizore, vključno s to sliko.

## Kompozicija
Boucher se je odločil skrbno organizirati svojo sliko, zato je formalna organizacija obsežna. Spodnji del je namenjen likom, glavna dva sta v središču: gre za sedeči par. Sta pred vodnjakom; fant ima na desni nogi košaro z grozdi, deklica tudi na nekakšnem prtu. Tretji je deček, ki počiva na požeti pšenici. Figure so obkrožene s psom in ovcami. Pastorala ima tukaj dva pomena: tista, ki se nanaša na pastirja, ki redi ovce in tista, ki izhaja iz nje ter označuje podeželje kot celoto.
Zgornji del, ki predstavlja dve tretjini slike, je ozadje prizora. Impozantna navpična fontana strukturira prostor. V višino jo razširjajo velika drevesa (hrasti?), katerih vrhov ni mogoče videti. Na levi strani vidimo gost, temen gozd. Na desni je pogled jasen, tudi če oblaki skrivajo sončne žarke. Pomanjkanje globine je opazno. Navpična ravnina, katere del je vodnjak, je ozadje: ospredje mora pritegniti pozornost.
Odrska osvetlitev to samo potrjuje: svetloba je usmerjena na glavne junake; še posebej jih osvetli, kot da bi bil nanje usmerjen žaromet. Kompozicija kot celota je zelo podobna konstrukciji Gugalnici (Jean-Honoré Fragonard|Fragonarda]]. Tudi tu veljajo svetle barve, ki se uporabljajo za osrednje figure in temnejši odtenki okoliške vegetacije.

## Tema
Tema slike je par, ki sedi pred vodnjakom. Mladenič skoraj leži; ženski prinese grozdje na usta. Kot na mnogih Boucherjevih slikah so obrazi otročji. Tako je osebkom težko določiti starost. Zavzameta ohlapno držo, oči jima napolni nežnost. V odgovor na gesto svojega spremljevalca se mlado dekle, negibno, zahvali s pogledom.
Prizor se odvija na robu gozda ali na robu parka. Težko se je odločiti kategorično: ovce nakazujejo, da travnik ni daleč, medtem ko bi lahko bil vodnjak v parku. Slednjega presega vaza, na vrhu katere je vklesan satir.
Kot že naslov pove, se prizor dogaja jeseni. To potrjujejo požeta klasja pšenice na desni, grozdje in listi dreves, ki rjavijo. Vendar je okoliščine težje določiti: mlad fant na desni pusti, da oblačila domnevajo, da je pastir in si oddahne od paše ovac. Prisotnost para se potem zdi neskladna. Mladenič in mladenka sta elegantno oblečena; rdeč jopič, bela srajca, svetlo rjave hlače in modra obleka z rumenimi rokavi. Njune čedne frizure samo še okrepijo vtis da gre dejansko za srečanje stran od radovednih oči.
Okoliščine tega srečanja za značaj niso pomembne. Poteka na oddaljeni lokaciji, ki je nihče ne vidi. Par je nameraval biti sam ali vsaj brez opazovalcev. To je le napačen vtis: s kančkom očesa jih opazuje mladenič, ki se pretvarja, da je zadremal. Zdi se, da izklesani obrazi vaze počnejo enako, na primer nizkoreliefni putti na vodnjaku, simetrično prepleteni paru pred njima. Na odru so torej postavljeni trije pogledi in pogled gledalca.
Spokojnost, ki si jo želi par, se zato zdi omejena, če ne celo ogrožena. Pes pred njunimi nogami je pozoren, pripravljen vstati. Zdi se, da tudi ovce za njim zaznavajo nekaj na levi, zunaj okvirja.

## Razlogi za uspeh
Ta žanrska scena je bila v 18. stoletju zelo priljubljena, zlasti med prebivalstvom, ki je pred kratkim postalo bogato in se ni zanimalo za zgodovinsko slikarstvo.
Slikar lahko svobodno uporablja svoje spretnosti: za like uporablja lesketajoče se barve in kaže veliko mojstrstvo pri predstavitvi tekstur (tekoča voda, oblačila).
Bolj kot oblika je zanimiva snov: ta sanjski kraj, ki ga ne moremo najti, kjer so življenjski užitki povišani (prim. grozdje). Ta par se ustavi v tej zeleni sobi, da bi brezskrbno užival v trenutku, in se počuti opazovan. Spokojnost, ki jo tukaj iščeta, je iluzorna. Gledalec je navdušen nad tistim, ki opazuje prizor, ki želi biti diskreten, ne da bi vedel, da je bil viden.
Vodnjak nosi leta in začne ga prekrivati rastlinstvo. Ali ni že poškodovan na vrhu? Lahko si mislimo, da pravi predstavlja poletje, ki se izteka; svetloba je vedno bolj bleščeča, ko se premikate levo, kjer so barve temnejše, nebo negotovo. Zdi se, da tudi ovce to potrjujejo! Možno je potegniti vzporednico z Watteaujevimi Fête galantes in v tem smislu govoriti o poznem rokokoju.